# Konstantin Abramow (generał pułkownik)
Konstantin Nikołajewicz Abramow (ros. Константин Николаевич Абрамов; ur. 25 kwietnia?/8 maja 1912 w Petersburgu, zm. 21 lipca 1998 tamże) – radziecki generał pułkownik, Bohater Związku Radzieckiego (1939).

## Życiorys
Od 1930 pełnił służbę w Robotniczo-Chłopskiej Armii Czerwonej (RKKA). Absolwent szkoły wojsk pancernych (1933), Wojskowej Akademii Mechanizacji i Motoryzacji (1941), Wojskowej Akademii Sztabu Generalnego (1948).
Od 1933 na stanowiskach dowódczych w wojskach pancernych, od 1939 dowódca batalionu czołgów. Uczestnik walk nad Chałchin-Goł (1939), walczył na frontach II wojny światowej, w latach 1941-1943 zastępca dowódcy i dowódca brygady pancernej (czołgów). Od 1943 szef szkolnego centrum czołgowego. W latach 1965–1986 komendant Wojskowej Akademii Logistyki i Transportu w Leningradzie.
Od 1987 w rezerwie .